# Sanctuaire du Cavallero
Le Sanctuaire de la Madonna delle Nevi du Cavallero ou Sanctuaire du Cavallero est consacré à Notre-Dame-des-Neiges. Il est situé à 543 m d'altitude près du torrent Sessera dans la commune de Coggiola.
Le sanctuaire a été construit pour célébrer la guérison d'une bergère muette grâce à l'apparition de Notre-Dame-des-Neiges en 1678.
L'église est en forme de croix latine et elle est décorée avec stucs et fresques par Pietro Lace, suiveur de Andorno Micca. L'église contient environ 300 ex-voto.
Le complexe comprend quelques chapelles et le logement des ermites, qui gérèrent le sanctuaire jusqu'au XIXe siècle. Un pont sur le Rio Cavallero a été ajouté en 1772.
Selon la tradition, l'eau de la fontaine ferait guérir.
Avec le Sanctuaire de la Novareia (Portula), le Sanctuaire de Banchette (Bioglio) et le Sanctuaire du Mazzucco (Camandona), il est un des sanctuaires mineurs du Biellais, tous connectés par les sentiers de CoEur - Au cœur des chemins d'Europe et du Chemin de Saint-Charles.

## Le Mont Sacré
Auprès de l'église il y a cinq chapelles, construites entre 1710 et 1716, décorées avec des statues en terracotta comme celles contemporaines Sacri Monti du Piémont et de Lombardie.